# Сулейман-бей II Эшрефоглу
Сулейман-бей II или Сулейман-Шах (тур. Süleyman Bey II, Süleyman Sah) — последний правитель бейлика Эшрефогуллары, внук основателя династии, Сулеймана-бея. Сулейман был казнён сыном эмира Чобана, Тимурташем, после чего бейлик прекратил существование. По легенде, внук Джелаледдина Руми, Улу Ариф Челеби, предсказал судьбу Сулеймана в его детстве.

## Биография
Сулейман был сыном правителя бейлика Эшрефогуллары Мехмеда-бея. Внук Джелаледдина Руми Улу Ариф Челеби распространял философию Мевлеви среди вновь образованных бейликом. Он часто посещал земли Мехмеда-бея. Во время одного из посещений Улу Арифом Бейшехира Мехмед дал своего сына Сулеймана-Шаха в мюриды (ученики) Арифу Челеби. Мехмед-бей сам тоже присоединился к ордену Мевлеви. Согласно жизнеописанию Арифа, Мехмед-бей спросил Арифа Челеби о судьбе Сулеймана: «Каков будет конец этого ребёнка?» Ариф Челеби сказал: «Эта провинция будет опустошена этим ребёнком, и земля будет расходиться под его ногами, они в конечном итоге бросят его в это озеро (озеро Бейшехир) и уничтожат его». Когда, услышав ответ, Мехмед-бей заплакал, Ариф Челеби сказал: «Жаль, что у этого ребёнка не будет удачи».
В 1320 году Мехмед-бей умер, и Сулейман II сменил его. Царствование Сулеймана-бея совпало со временем рейдов против беев Тимурташа, назначенного бейлербеем Анатолии (провинции государства Хулагуидов). Отняв у Караманидов Конью, Тимурташ стал действовать независимо от ильхана. В 1322 году он отчеканил от своего имени монеты, сделал заявление, что он Махди и объявил о своей независимости. Беям, не желавшим ему подчиняться, он угрожал уничтожением. Сулейман, Дюндар и другие туркменские беи, которым угрожал Тимурташ, пожаловались его отцу эмиру Чобану и Абу Саиду Бахадуру-хану. В 1324 году ильхан направил для усмирения Тимурташа его отца, которому удалось примирить сына и ильхана, после чего Тимурташ вернулся в Анатолию с прежним титулом бейлербея.
После возвращения в Анатолию Тимурташ решил уничтожить тех беев, которые жаловались на него в Тебриз. Напав на Караманидов, он понял, что он не может захватить членов династии, потому что они отступили в хорошо защищённые крепости в крутых горах. Тогда он направил удар на Эшрефидов. В результате предсказания Улу Арифа Челеби сбылись, и Тимурташ вскоре захватил Бейшехир и взял Сулеймана в плен. Возможно, из-за чувства мести Тимурташ очень жестоко обращался с местным населением и с беем. После захвата Бейшехира 9 октября 1326 года он жестоко расправился с Эшрефоглу Сулейманом: согласно Аль-Умари Тимурташ отрезал ему нос, уши, кастрировал, выколол глаза, затем он убил бея и бросил в озеро Бейшехир .
В 1328 году после казни Тимурташа Бейшехир, Сейдишехир и Акшехир были захвачены Хамидоглу Хызыр-беем, а другие земли были поделены между Сахиб-Атаогулларами и Караманогулларами.